# Gotická architektura

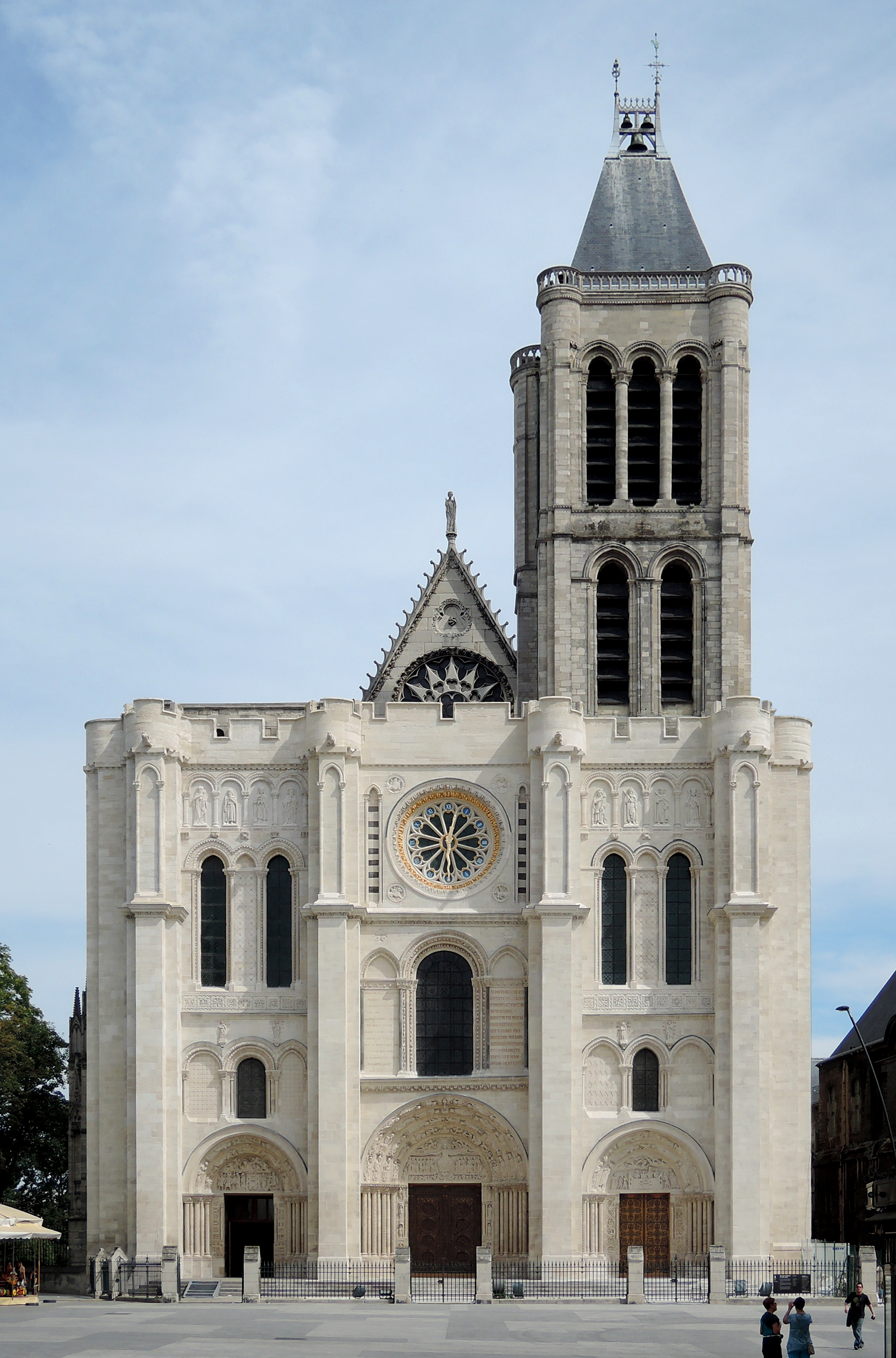
Katedrála v Saint Denis realizovaná opatem Sugerem, je považována za první čistě gotickou stavbu

Gotická architektura je architektonický sloh převládající v období vrcholného a pozdního středověku. Objevila se v polovině 12. století ve střední Francii, přesněji v Île-de-France, a odtud se postupně rozšířila do většiny ostatních zemí západní a střední Evropy. Velice brzy se objevila v Anglii, později také na Pyrenejském poloostrově, v Německu a dalších zemích střední Evropy včetně českých zemí. Zvláště v Itálii vytvořila gotika zvláštní směs s románskými, antickými a byzantskými vlivy. V Itálii se však zrodila renesance, která postupně gotiku zcela vytlačila. Ovšem ještě na počátku 16. století především ve střední Evropě vznikala v podstatě gotická stavební díla.
Název „gotika“ zavedli italští humanisté, kteří ji poněkud zjednodušeně spojovali s Góty, i když ti byli jen jednou složkou obyvatelstva Francie 12. století. Humanisté považovali gotiku za barbarskou (primitivní, středověkou, tmářskou). Naopak veliké pochopení pro gotiku měli někteří barokní architekti, například Francesco Borromini či Jan Blažej Santini-Aichel. Tito architekti se gotickými prvky a stavbami velmi výrazně inspirovali ve svých dílech, která jsou proto někdy poněkud nesprávně řazena do tzv. Barokní gotiky. Všeobecně začala být gotika opět přijímána v 19. století, kdy také došlo k rekonstrukcím mnoha gotických staveb.

## Vznik gotické architektury

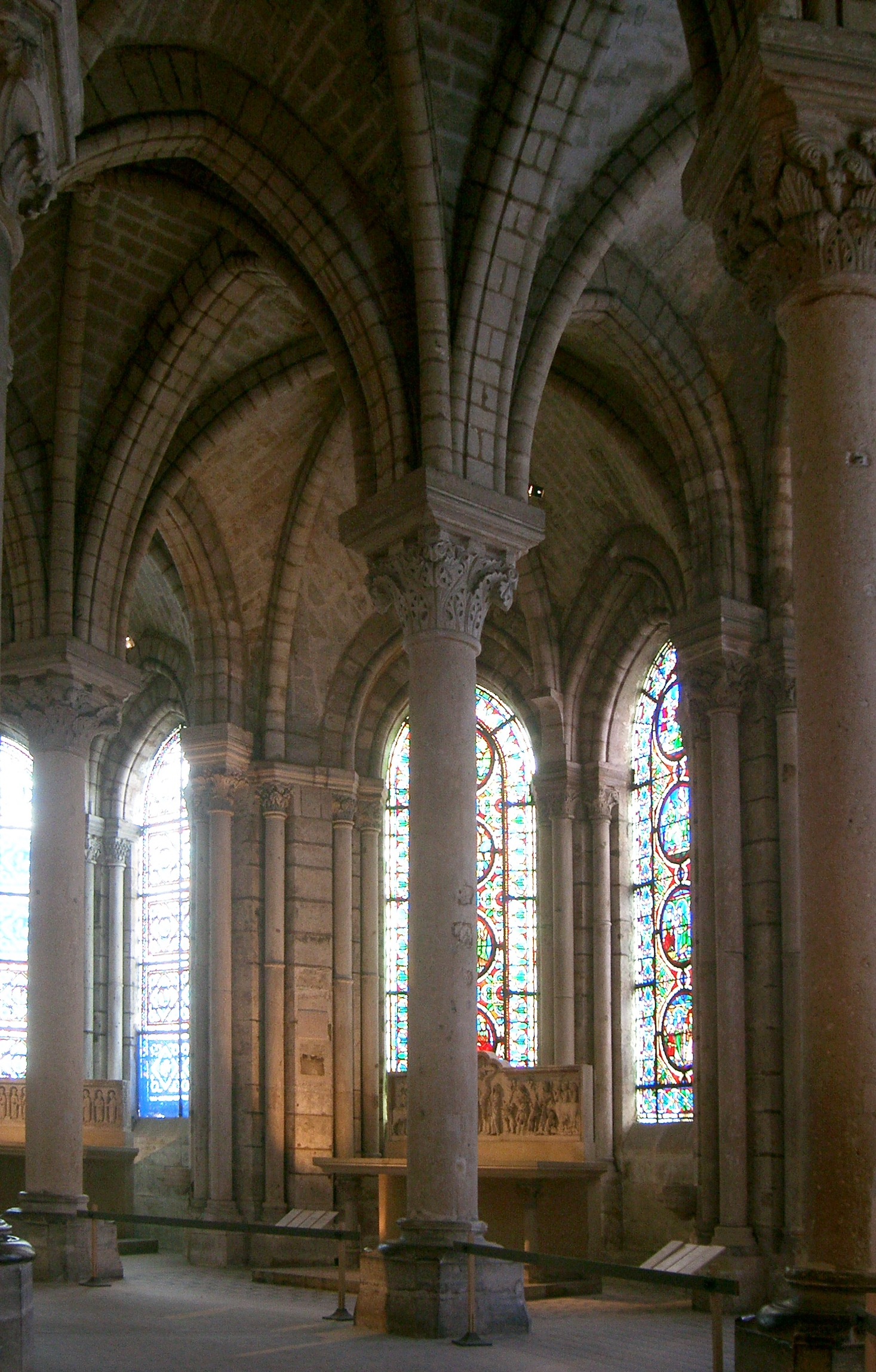
Chórový ochoz v Saint-Denis

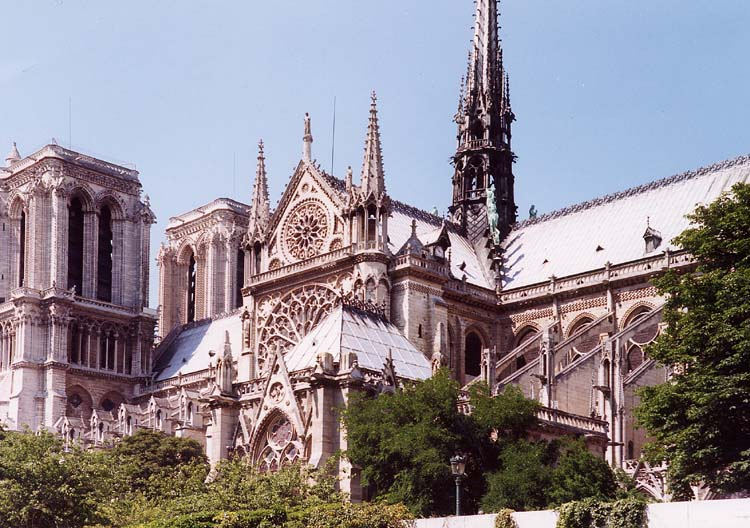
Pohled od Seiny na katedrálu Notre-Dame v Paříži

Gotická architektura vznikla transformací, monumentalizací a domyšlením prvků pozdně románské architektury Île-de-France, přičemž výrazně čerpá také z pozdně románské architektury Normandie, Burgundska a dalších oblastí. Lomený oblouk přitom převzali Normané na konci 11. století na Sicílii od Arabů a žebrová klenba se vyvinula v téže době v italské Lombardii.

### Saint-Denis
Za první gotickou stavbu je obecně považována přestavba chrámu (přesněji ovšem pouze novostavba jeho západního dvojvěžového průčelí a chóru s chórovým ochozem a věncem kaplí) benediktinského kláštera Saint-Denis nedaleko Paříže, který vznikl před polovinou 12. století. Iniciátorem této stavby byl opat Suger, jeden z nejmocnějších mužů tehdejší Francie a důvěrný přítel králů Ludvíka VI. a Ludvíka VII. Dochoval se zcela unikátní text, v němž opat Suger popisuje průběh stavby. Tento text je dnes důležitým pramenem pro poznání a pochopení středověkého myšlení a ikonografie středověkých staveb. Sugerovou snahou bylo oslavit významného světce a francouzského národního patrona svatého Diviše, který zde byl pohřben. V kostele je proto také dodnes pohřebiště francouzských králů, což jeho význam v Sugerově době pochopitelně ještě zvyšovalo.
Revolučnost Saint-Denis spočívá v tom, že zde bylo novým způsobem spojeno několik stavebních prvků, které byly samostatně užity na některých starších stavbách Île-de-France a také nedaleké Normandie izolovaně. Vznikl tak celek, který se stal pravzorem všech ostatních gotických katedrál. Především je to žebrová křížová klenba, ale také západní průčelí s mohutnými vstupními portály a dvojicí věží, chórový ochoz (v Saint-Denis nezvykle dvojlodní) s věncem kaplí, použití vitráží osazených v rozměrných oknech a s tím související použití opěrného systému.

### Gotika jako královský sloh a vztah gotiky kantice

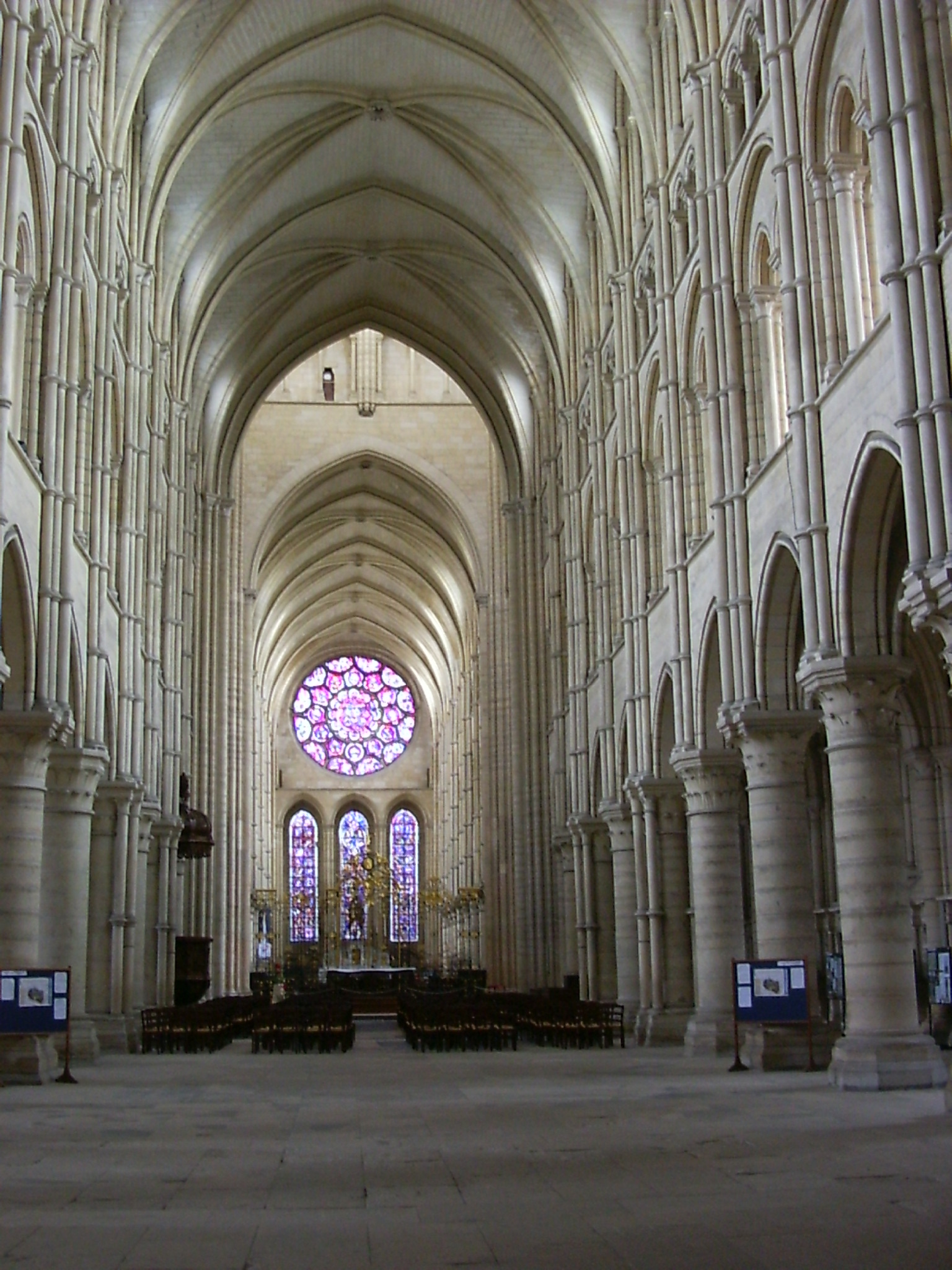
Interiér katedrály v Laonu

Gotický sloh je vedle antického systému sloupových řádů (renesance, baroko, klasicismus) a architektury klasické moderny (purismus, konstruktivismus, funkcionalismus) nejvýznamnějším architektonickým systémem používaným v evropském stavebnictví. Ačkoli byla gotika často (a oprávněně) chápána jako jistý protiklad antické stavební tradice, původně se paradoxně snažila na ni v mnoha věcech navázat. Dokládá to například použití řady antikizujících sloupů mezilodních arkád v chórech a chrámových lodích raně gotických katedrál (Saint-Denis, Laon, Soissons, Notre-Dame v Paříži, Remeš, atd.)
Toto navázání na antiku bylo naprosto cílené a souviselo se snahou francouzských králů z rodu Kapetovců (stejně jako dříve Karel Veliký či Ota III.) legitimizovat své mocenské postavení odvoláním se na antickou římskou říši. Období nástupu gotiky se také pozoruhodně kryje s obdobím jejich postupného rozšiřování a upevňování vládnoucí moci v celé Francii. Novostavby obrovských gotických katedrál tak jednoznačně znamenají demonstraci moci francouzských králů a je zcela oprávněné, hovořit proto o gotice jako o francouzském královském stavebním slohu. Proto také celé působení gotické architektury, jejímž nejvlastnějším a hlavním plodem je gotická katedrála, směřuje k pompéznosti, nádheře, jasu, „nekonečné“ délce, šířce i výšce staveb, které doslova způsobují závrať a jsou vybudovány v podstatě na samotné hranici únosnosti použitých stavebních materiálů.

### Le Mans, Laon a další významné stavby počátků gotiky

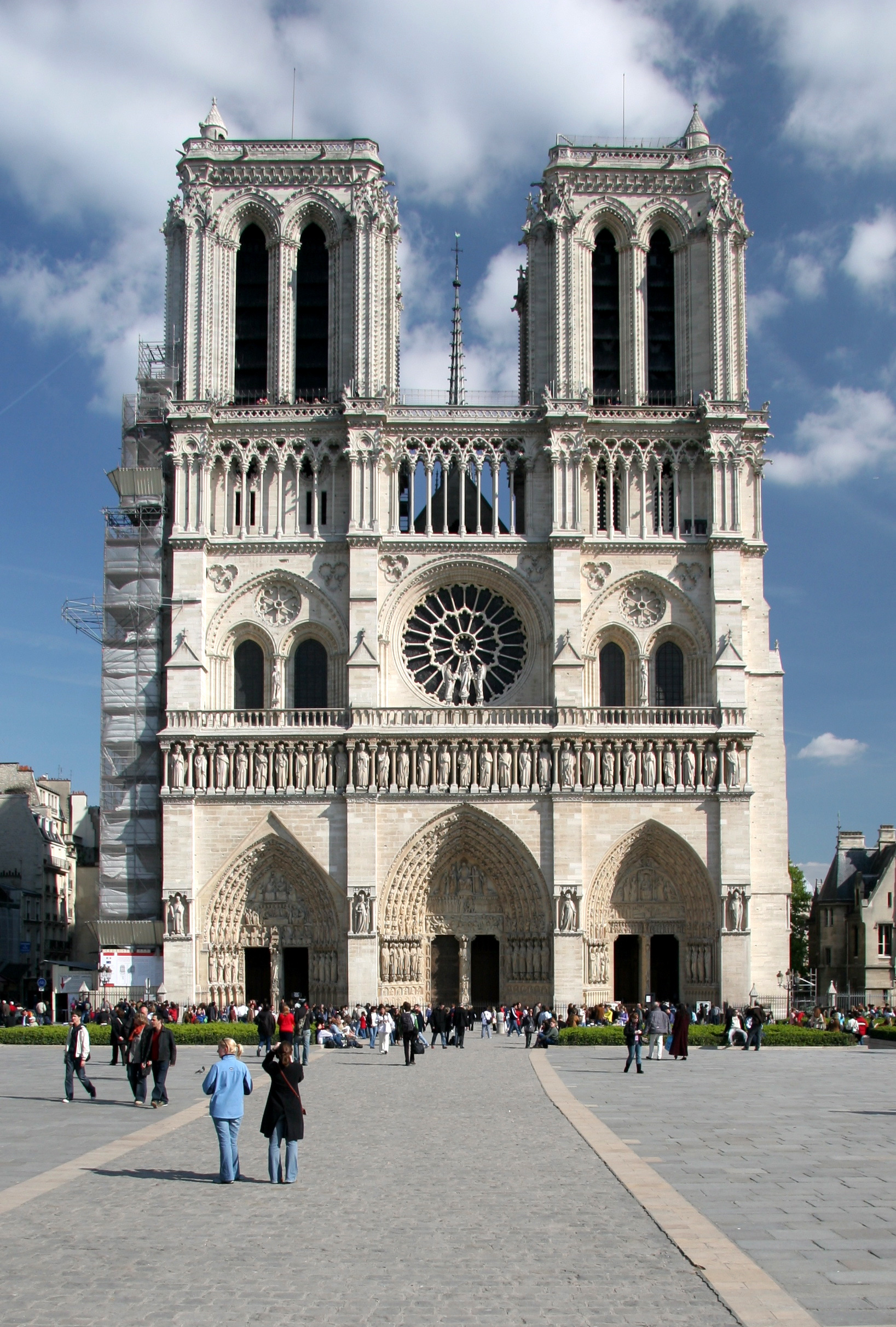
Západní průčelí katedrály Notre-Dame v Paříži

Účinek Saint-Denis byl takřka okamžitý. Velice rychle došlo k přejímání a dalšímu rozvíjení stavebního systému ze Saint-Denis. Významné impulsy však přišly také z jiných staveb, například z katedrály v Le Mans.
Na této katedrále, jejíž novostavbu podporoval také anglický král Jindřich II. Plantagenet, a která pro Plantagenety znamenala v podstatě totéž, co Saint-Denis pro Kapetovce, došlo k zajímavé syntéze románského slohu s prvky nového slohu gotického. Celá stavba tak působí velice těžce a mohutně, což je sice zcela opačné působení než v Saint-Denis, ovšem přesto je patrný silný vliv této stavby na množství dalších gotických katedrál ve Francii, včetně těch nejvýznačnějších.
K nejvýznačnějším stavbám z této doby konstituování a hledání gotické architektury patří dále katedrály v Sens, Noyonu a také katedrála v Laonu. Na této ohromné stavbě, budované mezi léty 1160–1200 a sloužící jako významný poutní kostel, poprvé došlo k dosažení formální jednoty všech architektonických prvků. Pro pozdější vývoj gotických katedrál je důležité především řešení západního dvojvěžového průčelí se zcela originálně utvářeným zakončením těchto věží a trojicí mohutných vstupních portálů. Toto velkoryse a v mohutných formách utvářené průčelí opatřené obrovskou kružbovou rozetou je skutečně mimořádným architektonickým počinem.

### Notre-Dame, Chartres a Remeš

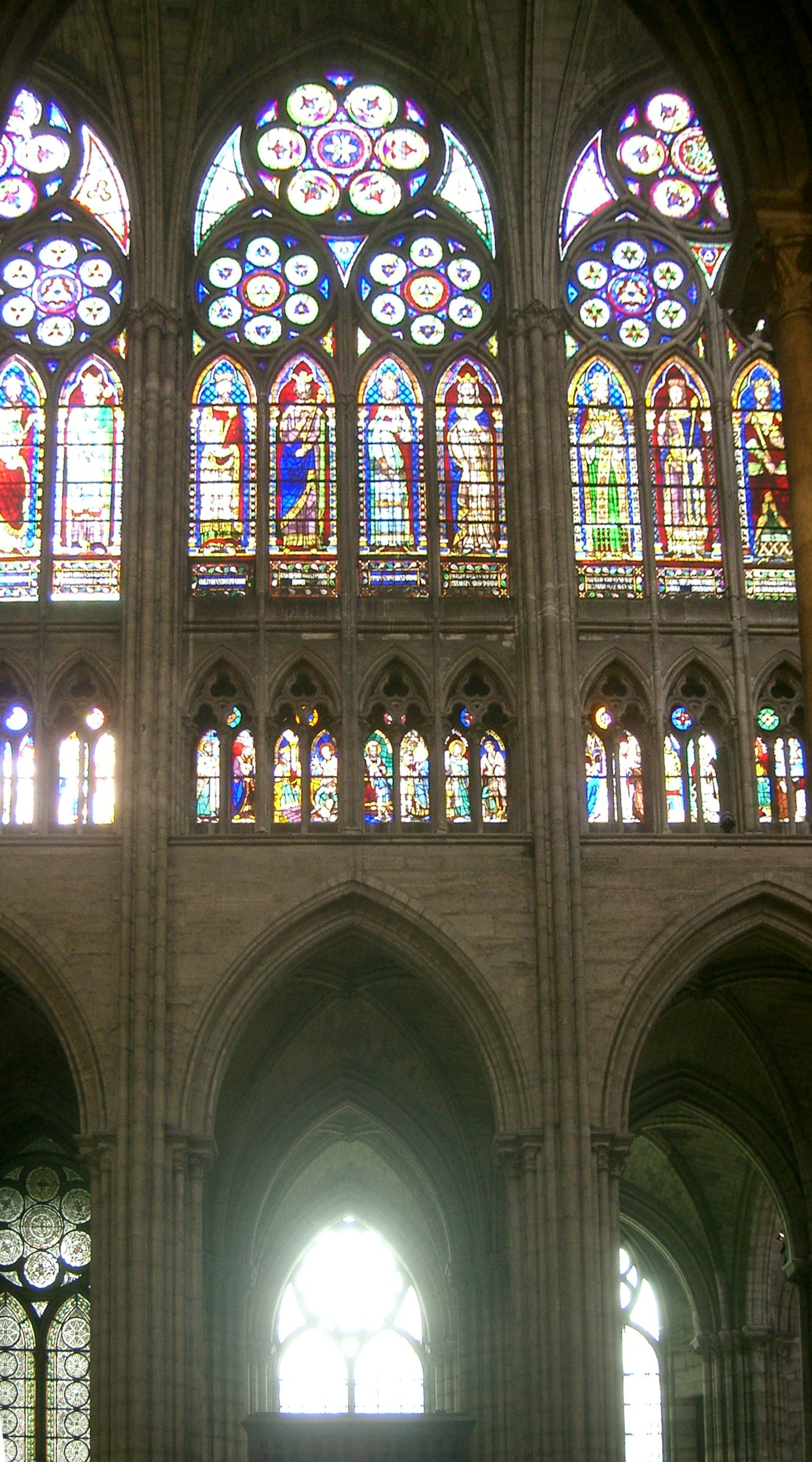
Rayonantní gotika v Saint-Denis

Snad nejvýznamnější trojice francouzských katedrál představuje také další fázi vývoje gotické architektury.
Pětilodní katedrála Notre-Dame (1163–1245) v Paříži je stavbou mimořádnou už svou velikostí, neboť je 130 m dlouhá a výška klenby dosahuje 35 m. Pozoruhodná je též šestipaprsčitá žebrová klenba, jíž je zaklenuta hlavní loď, chór i transept. Pozoruhodné je i západní průčelí opatřené mj. „královskou galerií“, tj. řadu soch francouzských králů.
Katedrála v Chartres je nejvýznamnější mariánskou svatyní ve Francii. Tomu odpovídá i architektonické ztvárnění katedrály, která se začala budovat po požáru v roce 1194. Protože prakticky každá nová katedrála tohoto období měla být ještě velkolepější, větší a krásnější než všechny katedrály do té doby postavené, je i Chartres větší a vyšší než Notre-Dame v Paříži. Působí však poměrně těžce, protože zcela záměrně používá velice předimenzované pilíře, zdivo a další architektonické prvky. Její interiér je také poměrně temný. Díky tomu ovšem působí také jako pevná, nepohnutelná a prakticky věčná stavba, což byl také hlavní architektonický záměr.
Poslední z trojice katedrál je korunovační chrám francouzských králů v Remeši. Katedrála v Remeši byla budována po požáru předchozí svatyně roku 1210. Chartres předstihuje nikoli rozměry, ale především mírou použití architektonické i sochařské dekorace. Na této katedrále byly poprvé použity kružby a stavba je také, především na západním průčelí, vysloveně přeplněna množstvím mohutných gotických soch i nejrůznějších architektonických prvků, jako jsou například veliké fiály kryjící tabernákly se sochami andělů a zdůrazňující už tak velmi ozdobný opěrný systém.
Dalšími významnými katedrálami tohoto období jsou katedrály v Soissons, Amiens, Bourges či Beauvais, kde dosáhla štíhlost a odhmotnění takových rozměrů, že dokonce dvakrát došlo ke zřícení části stavby, a ta musela být pak nákladně obnovována.

## Rayonantní gotika jako vrchol gotické architektury
V době vlády francouzského krále Ludvíka IX. (1226–1270) došla francouzská rayonantní gotika (cca 1240–1350) svého vrcholu. Hlavními znaky této fáze gotiky je použití kružby, v souvislosti s tím mohla být používána skutečně veliká okna, takže ve spojení s opěrným systémem došlo k maximálnímu odhmotnění a prosvětlení stavby (ještě pařížská Notre-Dame či katedrála v Chartres byly v interiéru značně temné). Teprve v této fázi došlo k maximálnímu potlačení stěny a její redukci na pouhé pilíře, takže interiér katedrály připomíná v podstatě skeletovitý „skleník“. Upouštěno bylo také od použití sloupů v mezilodních arkádách ve prospěch důsledného použití svazkového pilíře.
Nástup rayonantní (paprskové) gotiky v podstatě znamená dokončení procesu vznikání gotického tvarosloví. Skončilo období hledání. Nastalo období profesionalizace a suverénní používání gotického slohu. Není náhodou, že právě v této době zřejmě došlo k prvnímu rozsáhlejšímu používání stavebních výkresů a plánů.

### Saint-Denis
První významnou realizací je dostavba Saint-Denis, probíhající od roku 1231. Architekt citlivě zachoval část Sugerovy stavby, ovšem původní románskou baziliku zcela nahradil novostavbou, která je takřka učebnicovým příkladem gotiky. Štíhlé přípory směřují bez přerušení až do klenby, zdivo je maximálně potlačeno, interiér prosvětlují obrovitá okna opatřená kružbou a osazená vitrážemi, včetně obrovitých rozet v osvětlujících transept.

### Saint-Germain-en-Laye

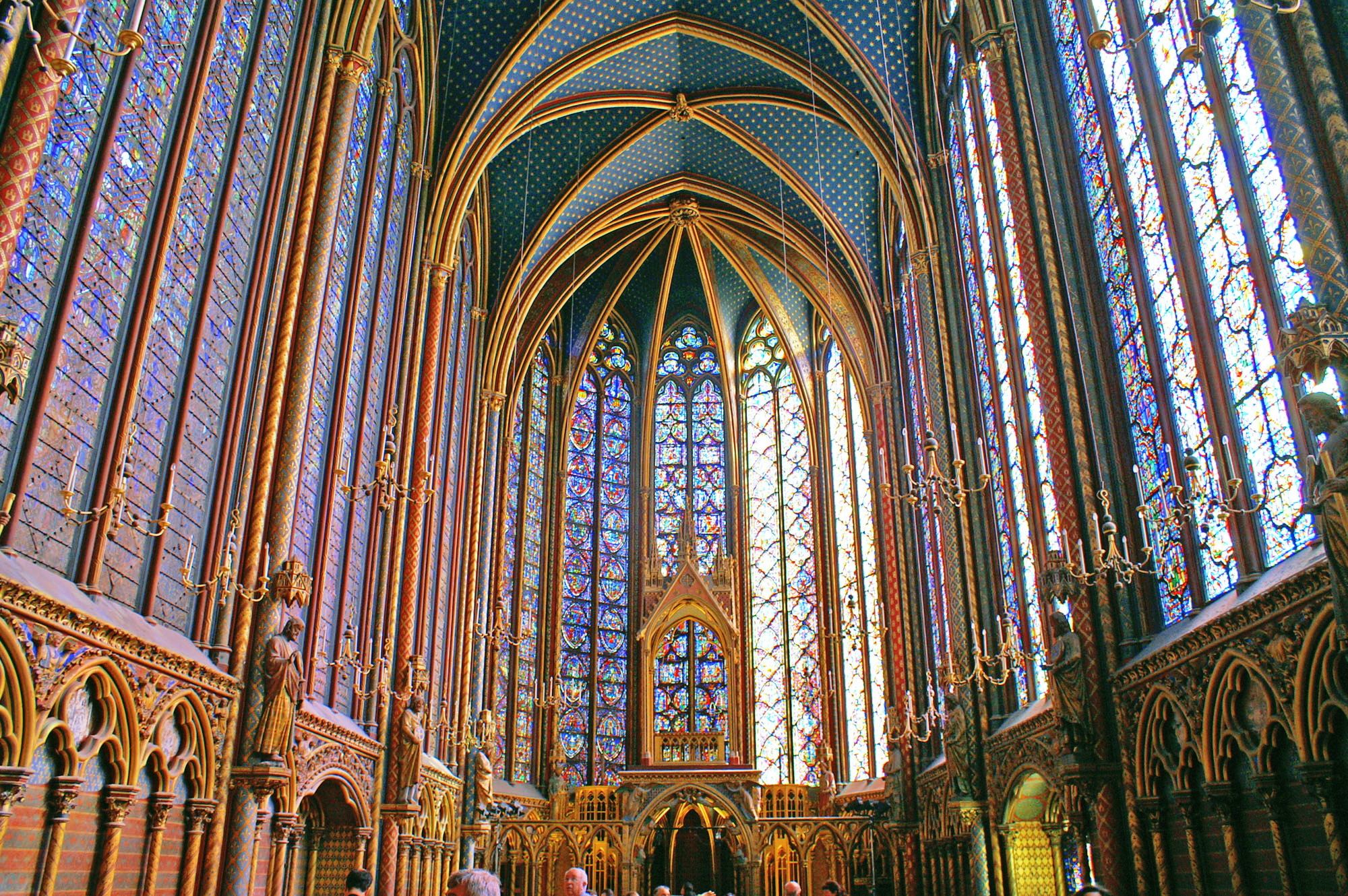
Interiér horní kaple v Sainte-Chapelle

Jedním z vrcholů katedrální gotiky je paradoxně poměrně malá kaple královského zámku v Saint-Germain-en-Laye u Paříže. Došlo zde k maximálnímu odhmotnění a prosvětlení prostoru. Interiér je opatřen celou řadou drobných, rafinovaných architektonických hříček. Jednou z nich je například to, že klenba nepřiléhá až ke stěně prolomené rozměrnými okny, nýbrž jsou zde použity jakési „kapsy“, díky nimž může mít okno prakticky obdélný tvar, do něhož je vepsána nesmírně subtilní kružba, prolomené a prosklená i ve cviklech. Celá kaple tak připomíná téměř klenotnickou práci, jakýsi drobný skvost pro architektonické labužníky.

### Sainte Chapelle
Pro nejposvátnější relikvii celého křesťanstva, domnělou Kristovu trnovou korunu nechal Ludvík IX. vybudovat v letech 1242–1248 na svém pařížském hradě dvoupatrovou „svatou“ kapli, která patří k tomu nejnádhernějšímu, co nám středověk zanechal. Zatímco prostor dolní kaple je pochopitelně nízký a temný, je prostor nad ní umístěné horní kaple ztělesněním všeho, co přinesla rayonantní gotika. Mohutný, zlatem a světlem vitráží svítící prostor prolomený obrovskými okny a opatřený dokonale formovanou žebrovou klenbou. Na místě oltáře pak stojí vyvýšená podklenutá konstrukce s dvojicí šnekových schodišť po stranách, na níž stojí mohutný baldachýn, pod kterým byla nejposvátnější relikvie křesťanstva uložena. Součástí kaple pak byla také podklenutá vnější terasa, která sloužila k ukazování relikvie při velikých církevních svátcích.

### Další stavby

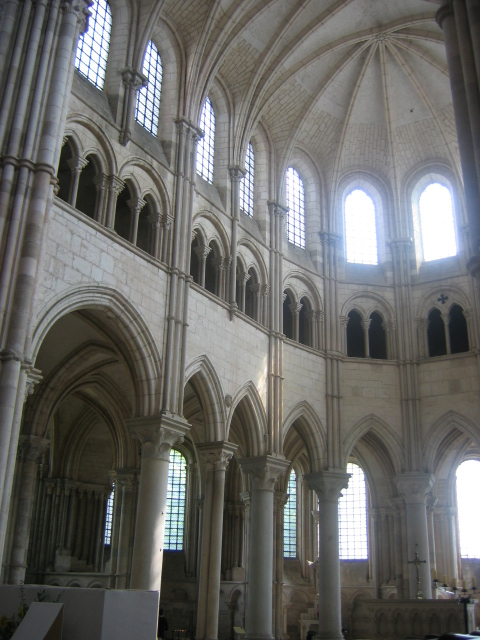
Chór opatského kostela ve Vézelay

Další stavbou rayonantní gotiky je např. dokončení katedrály Notre-Dame (transept). Styl rayonantní gotiky nebyl ve Francii opuštěn až do samého sklonku středověku. Respektuje jej i řada vysloveně pozdně gotických staveb. Ve Francii vývoj vyústil v pozdně gotickou flamboyantní (plaménkovou, též planoucí) gotiku (1340–1520), jež přetrvala až do prvních desetiletí 16. století.

## Gotika mimo Île-de-France

### Gotika vjiných oblastech Francie
Přímo ve Francii, například v Burgundsku nebo v Champagni vzniká řada zajímavých staveb, které jsou odlišné od způsobu stavění v Île-de-France. Za všechny jmenujme poměrně malý, ale krásný a rafinovaně utvářený chór opatského kostela Sainte-Medeleine ve Vézelay z poslední třetiny 12. století, katedrály v Auxerre či kostel Notre-Dame v Dijonu.
Pozoruhodné gotické stavby vznikaly i v Normandii, například katedrály v Coutances, Bayeux, Rouenu nebo opatství na Mont-Saint-Michel.
V některých oblastech Francie, především na jihu však gotická architektura téměř nezakotvila, nebo je výrazně ovlivněna místní architekturou. Příkladem může být například velmi zvláštní katedrála v Albi (asi 1287–1400), která připomíná spíše pevnost, nežli odhmotněnou, prosvětlenou a opěrným systémem opatřenou vertikální stavbu z oblasti Île-de-France.

### Itálie
Itálie gotiku, v té podobě kterou známe z Île-de-France, nikdy nepřijala. Došlo zde ovšem k vytvoření její zcela specifické varianty, kombinující románský a gotický sloh, mnohdy se silnými vlivy byzantské či arabské architektury (Benátky). Protože byla Itálie ve středověku rozdělena na množství samostatných států, je její podoba velmi různorodá.
Gotika v Itálii si téměř vůbec nevšímá konstrukce. Opěrný systém, katedrální rozvrh a skeletovou konstrukci bychom zde téměř nenašli. Naopak je italská gotika často velice dekorativní. To je patrné už u staveb, jakými je San Francesco v Assisi (1228–1253). Italské stavby však za francouzskými nijak nezaostávají v honbě za velikostí, jak dokládá příklad dómů v Sieně (13. století–1348), Florencii (1292–1436) i Miláně (1387–1813). Pozoruhodnými světskými stavbami jsou pak především paláce v Benátkách, například Ca' d'Oro (1421–1436) nebo Dóžecí palác (1424)

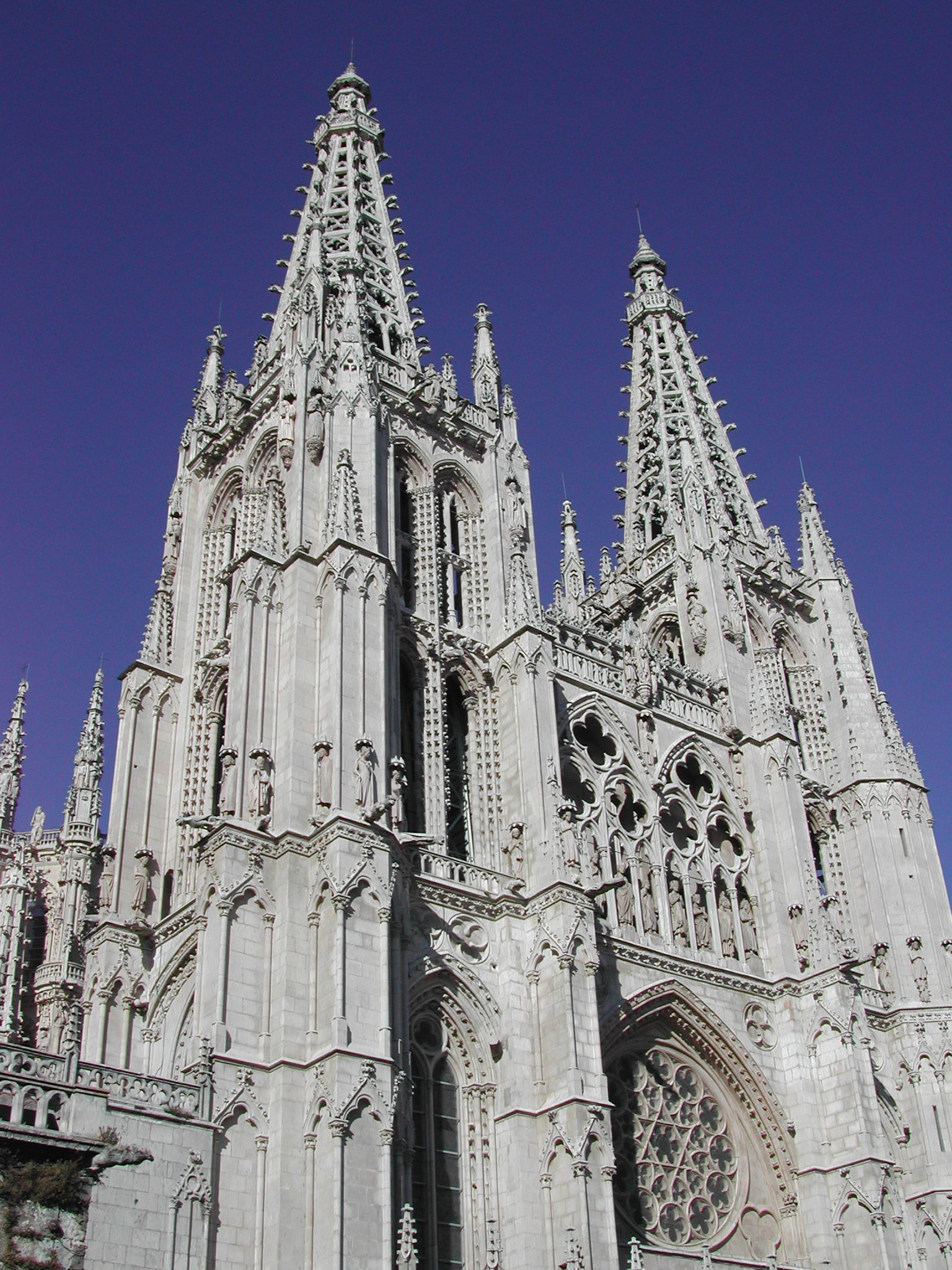
Katedrála ve městě Burgos

### Pyrenejský poloostrov (Španělsko a Portugalsko)

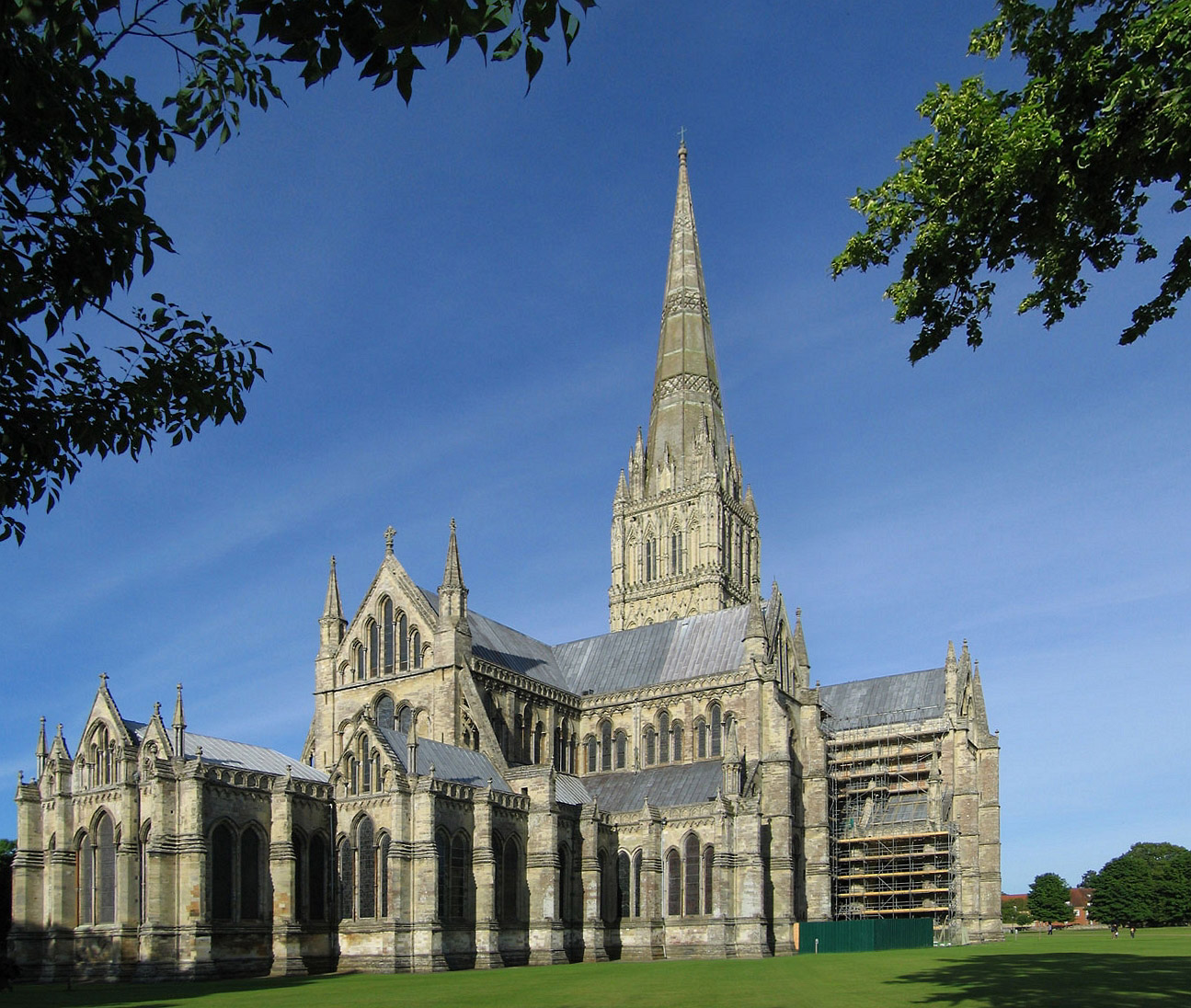
Katedrála v Salisbury

Království na Pyrenejském poloostrově měla ve středověku k Francii poměrně blízko. Francie byla totiž politickým i vojenským spojencem proti Arabům. To se odráží i na celé řadě gotických staveb, i když i zde docházelo k určitým posunům v tvarosloví a stavebních zvyklostech. Zajímavou stavbou z 12. století je katedrála v Ávile či ohromný cisterciácký klášter v Alcobaçe. V 13. století byly založeny katedrály v Burgos, v Toledu a v Leónu.
Vlivem velké rozdrobeností území je zde architektura také velmi různorodá. Zcela specifickou podobu má například monumentální vrcholně gotická architektura Katalánska (katedrála v Barceloně, kostel Santa Maria del Mar tamtéž, katedrála v Gironě). Zajímavá je i architektura Mallorky (katedrála v Palma de Mallorca, Castell Bellver) a Andalusie (katedrála v Seville). Zde se v architektuře paradoxně velice silně uplatnil také arabský vliv. Portugalskou vrcholnou gotiku reprezentuje klášter Batalha.
Pozdní gotiku zastupuje ve Španělsku tzv. Hispano-vlámský styl a později tzv. Styl katolických veličenstev (Isabelský). Ten kromě řady sakrálních staveb reprezentují také kastilské zámky. Pozoruhodné jsou i katedrály ze 16. století (Astorga, Salamanca, Palencia, Segovia). V Portugalsku se uplatňuje tzv. Manuelský styl, jehož hlavním reprezentantem je klášter jeronymitů v Belémě na předměstí Lisabonu.

### Anglie

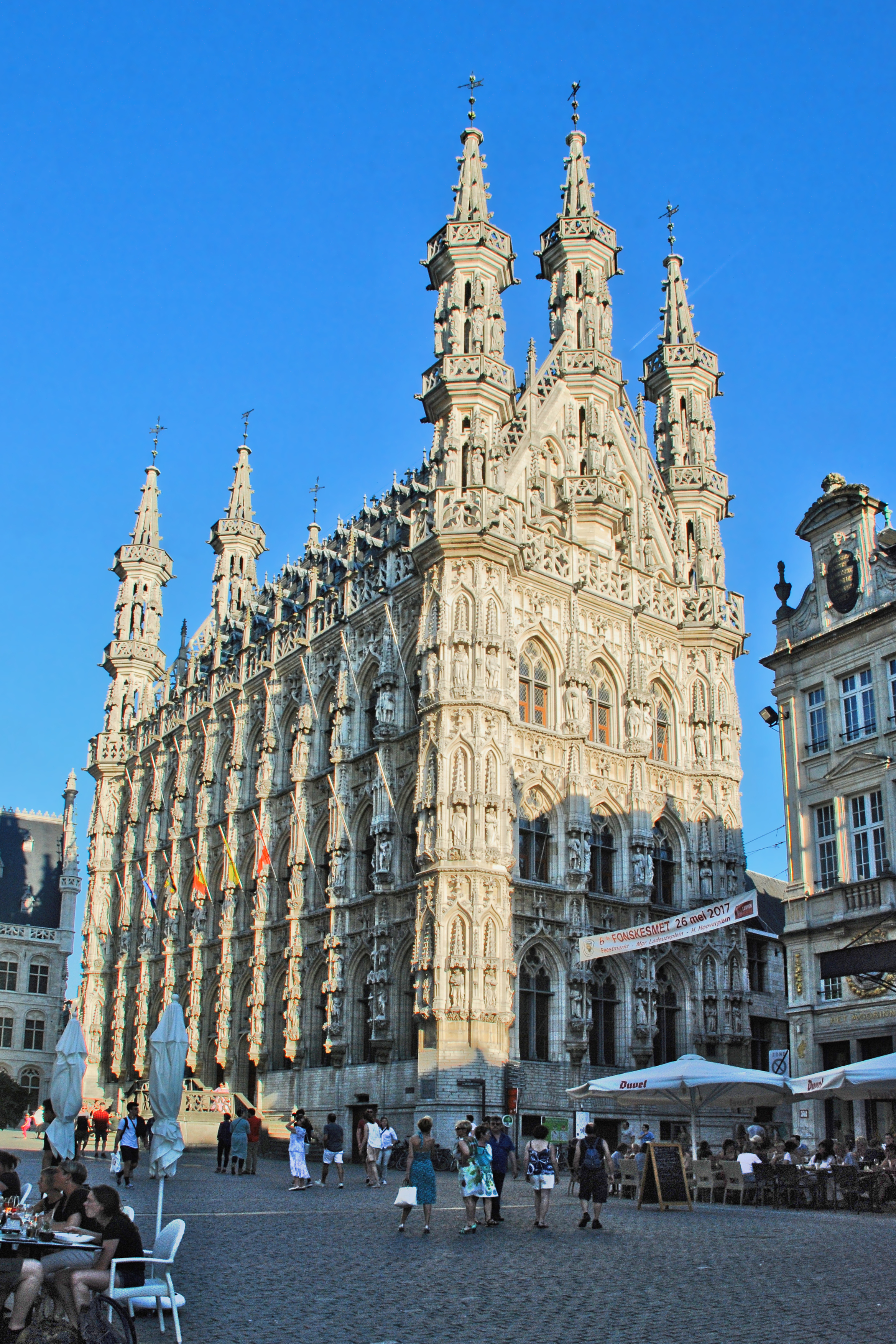
Radnice v Lovani

Gotika na anglickém území získala nesmírně zajímavou, zcela suverénní a velmi nezvyklou podobu. Částečně zřejmě proto, že byla Francie pro Angličany největším politickým rivalem, nedošlo nikdy ke kompletnímu převzetí gotické architektury. Angličané vždy pouze postupně a opatrně přijímali jednotlivé prvky, které však vzápětí zapojili do vlastní architektonické tradice. Přesto i v Anglii působila řada francouzských mistrů. Anglická gotika se dělí na tři základní období, která jsou zcela specifická a nemají obdobu v jiných zemích:
Early English (přibližně 1170–1240)
Toto období reprezentuje především přestavba katedrály v Canterbury, na níž se podílel francouzský mistr Vilém ze Sensu. Tato architektura vychází především z architektury Saint-Denis a podobných raně gotických francouzských staveb. Obsahuje však také mnoho prvků starší anglické tradice. Dalšími stavbami jsou katedrály v Lincolnu, v Yorku (severní transept, Salisbury či Wellsu).
Decorated (přibližně 1240–1330)
Období začíná novostavbou Westminsterského opatství, které bylo na královo přání budováno jako výrazně francouzsky formulovaná stavba, opírající se hlavně o podobu katedrály v Remeši. Reaguje tak už na první projevy francouzské rayonantní gotiky, především na použití kružeb. Stavby tohoto období jsou skutečně velmi dekorativní. Dalšími stavbami jsou katedrály (nebo jejich části) v Yorku, Exeteru, Bristolu, Ely.
Perpendicular (přibližně 1330–1530)
Vychází také z rayonantní gotiky, ale v mnoha věcech se od ní liší. Je také velmi zdobná. Jedním ze základních prvků je tzv. vějířová klenba. Stěny a okna jsou pak členěna pruty, takže tvoří jakousi paneláž. Stavbami tohoto období jsou především King's College Chapel v Cambridge a kaple Jindřicha VII. ve Westminsterském opatství.

### Benelux a Německo

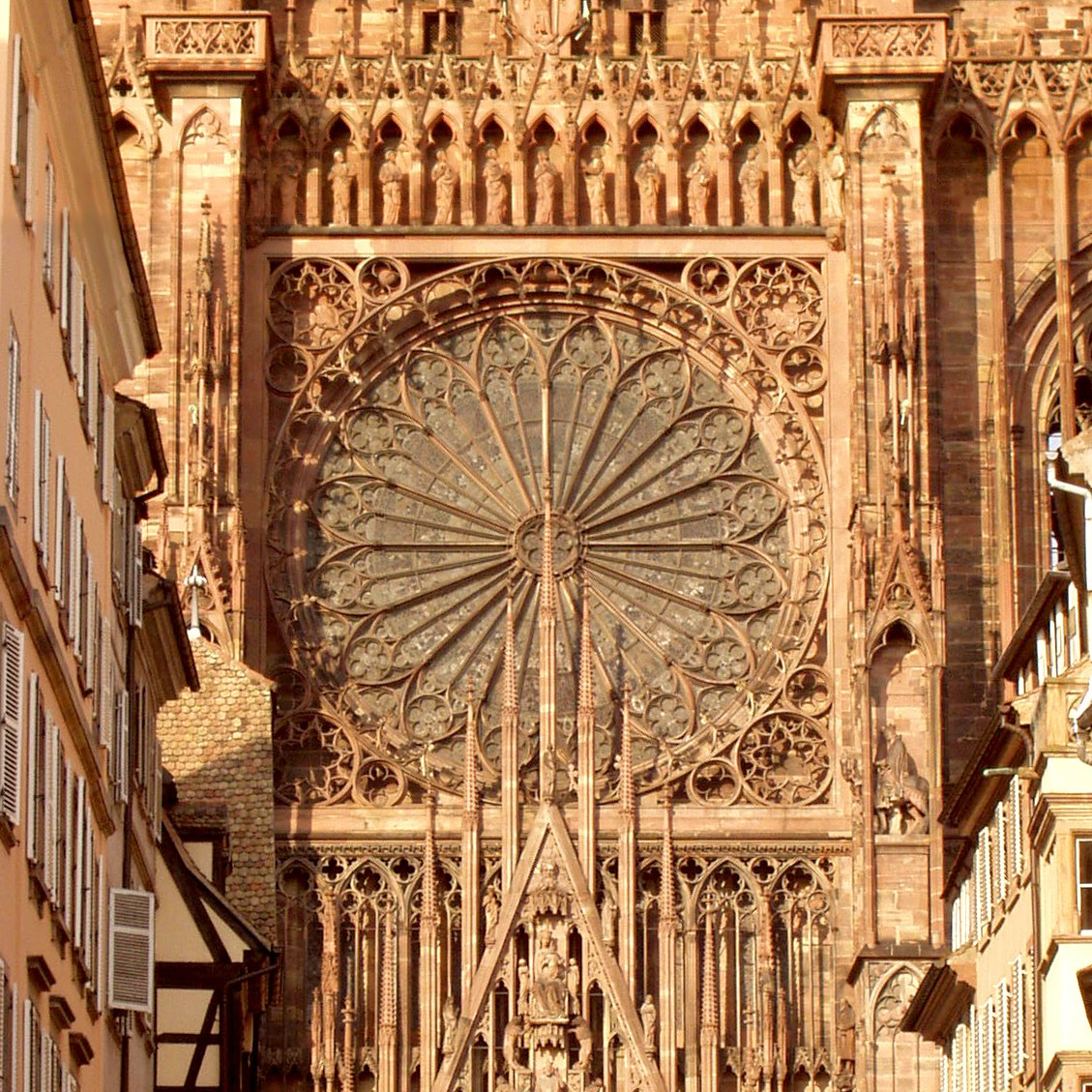
Detail západního průčelí katedrály ve Štrasburku

Gotika v Nizozemí je zvláštní směsí francouzských a anglických vlivů. Významnými stavbami je například kostely Panny Marie v Antverpách, Panny Marie v Halle či kostel Panny Marie v Bredě. Významnými gotickými stavbami, vyjadřujícími nebývalou moc a význam měst a jejich obyvatel v Nizozemí vyjadřují také stavby cechovních domů a radnic. Příkladem je Soukenický dům v Bruggách, radnice v Arrasu, Bruselu či Lovani, až na poslední jsou tyto stavby (podobně jako u holandských kostelů) opatřené mohutnou, převysokou věží.

## Gotika vNěmecku a ostatních zemích střední Evropy
Německy hovořící země, kam ovšem v této době prakticky musíme počítat i Čechy, neboť ve středověku kulturně patří zcela do této oblasti, jsou místem, kde byla gotika přejata z Francie nejkomplexněji a dočkala se tu (vedle Anglie) nejširšího rozšíření.

### Počátky

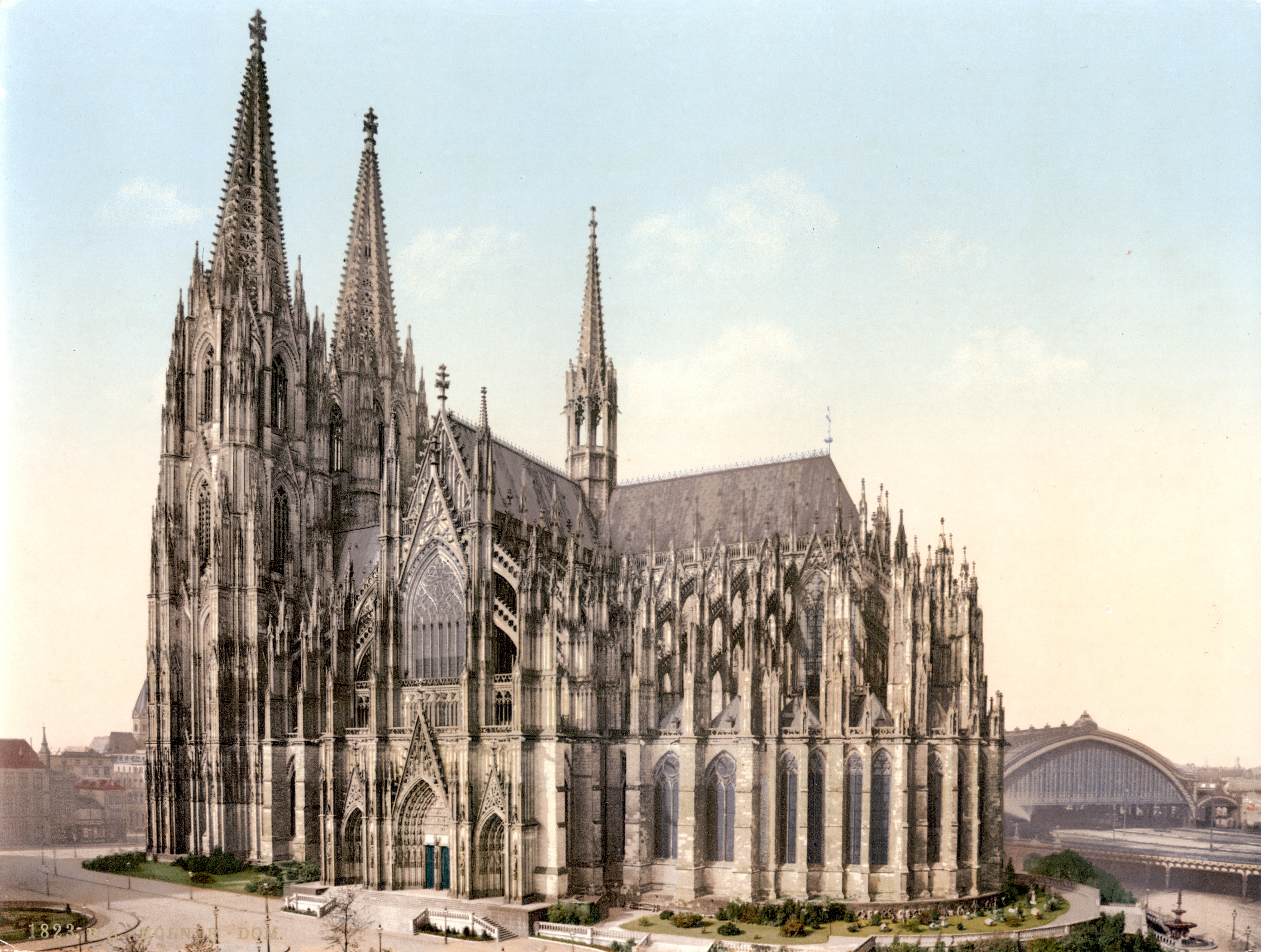
Katedrála v Kolíně nad Rýnem na fotografii z roku 1900

Na samém počátku zde stojí chór katedrály v Magdeburgu, budovaný po roce 1207. Přestože obsahuje ještě množství románských prvků, používá už také řadu prvků gotických, přičemž s postupující výstavbou románských prvků ubývá ve prospěch prvků gotických. Kostely v Trevíru, Marburgu či katedrály v Metách a Štrasburku přejímají gotiku už značně komplexněji.

### Kolín nad Rýnem a další stavby vPorýní

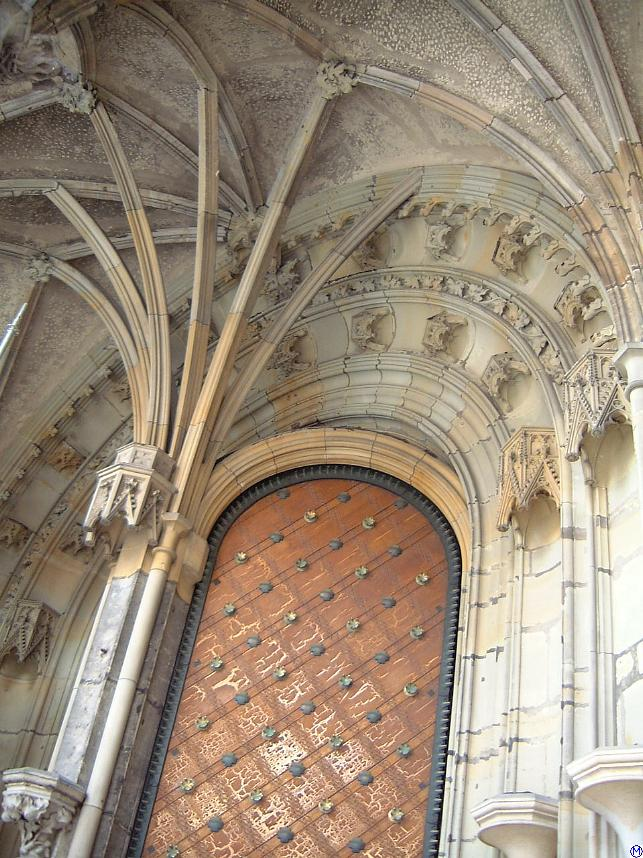
Petr Parléř – jižní portál katedrály

Prvním skutečně důsledně gotickým kostelem a zároveň stavbou, jíž se německá gotika vzepjala naprosto mimořádnému výkonu je katedrála v Kolíně nad Rýnem. Nejen od roku 1248 budovaný prosvětlený, štíhlý a vysoký chór, z vnějšku opatřený z dálky viditelným opěrným systémem, který velmi přesně navazuje na francouzské vzory rayonantní gotiky, ale také ostatní části katedrály, především dvojice obrovitých západních věží (zahájeny kolem roku 1350, dobudovány až v 19. století), která už je výsledkem domácího vývoje gotického slohu je čímsi naprosto mimořádným.
Významnými kostely je i kostel ve Freiburgu im Breisgau, jehož obrovitá věž (1250–1320), s kružbami prolamovanou, 45 metrů vysokou jehlancovou helmicí, údajně „nejkrásnější v celém křesťanském světě“, je opět vskutku neuvěřitelným stavebním výkonem, dotýkajícím se samotné hranice stavebních materiálů i použitých konstrukčních principů.
Podobným výkonem je i jemnou kružbovou sítí pokryté západní průčelí katedrály ve Štrasburku, zahájené roku 1277 patrně pod vedením Erwina von Steinbach.

### Jindřich a Petr Parléřové

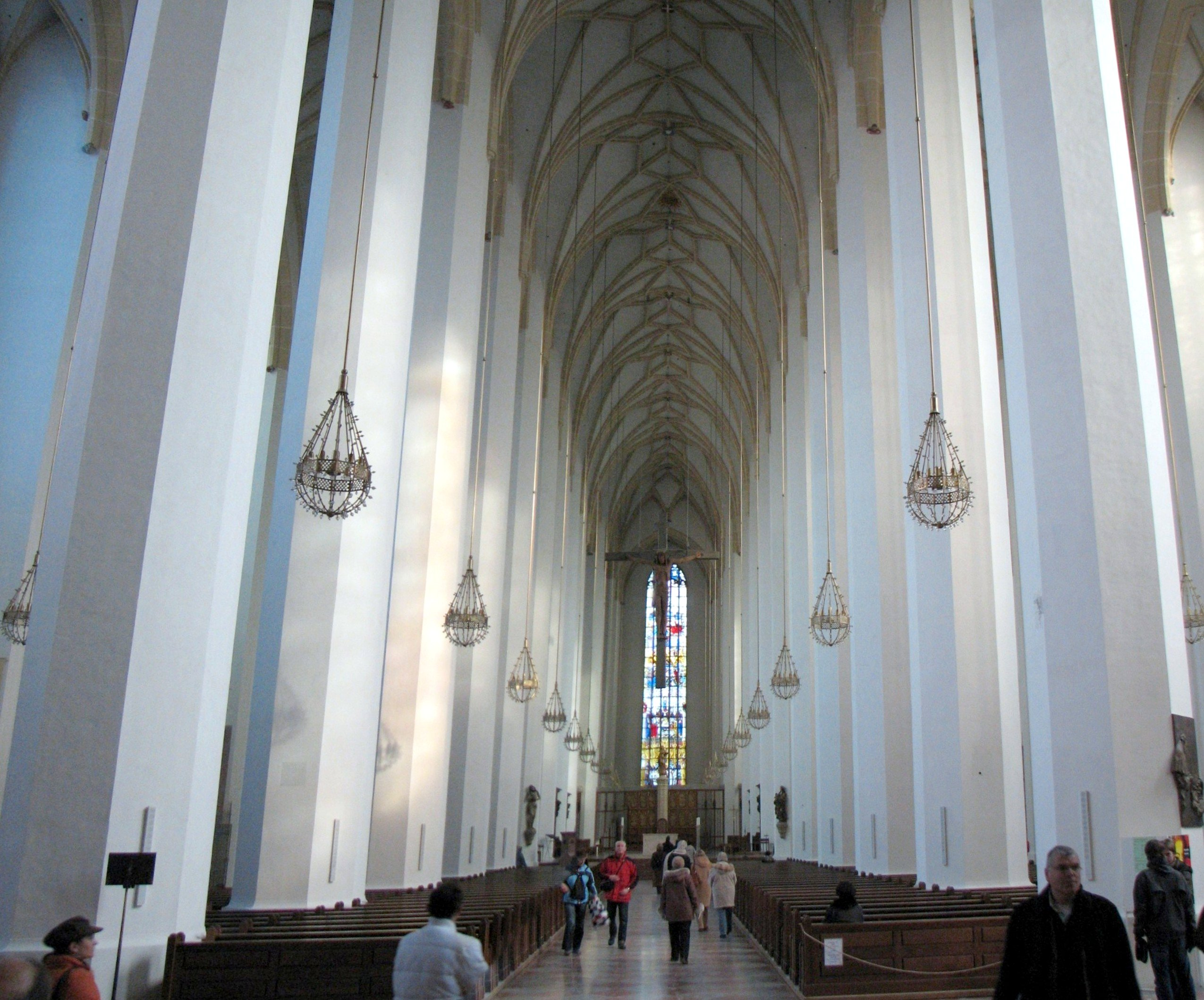
Interiér mariánského kostela v Mnichově

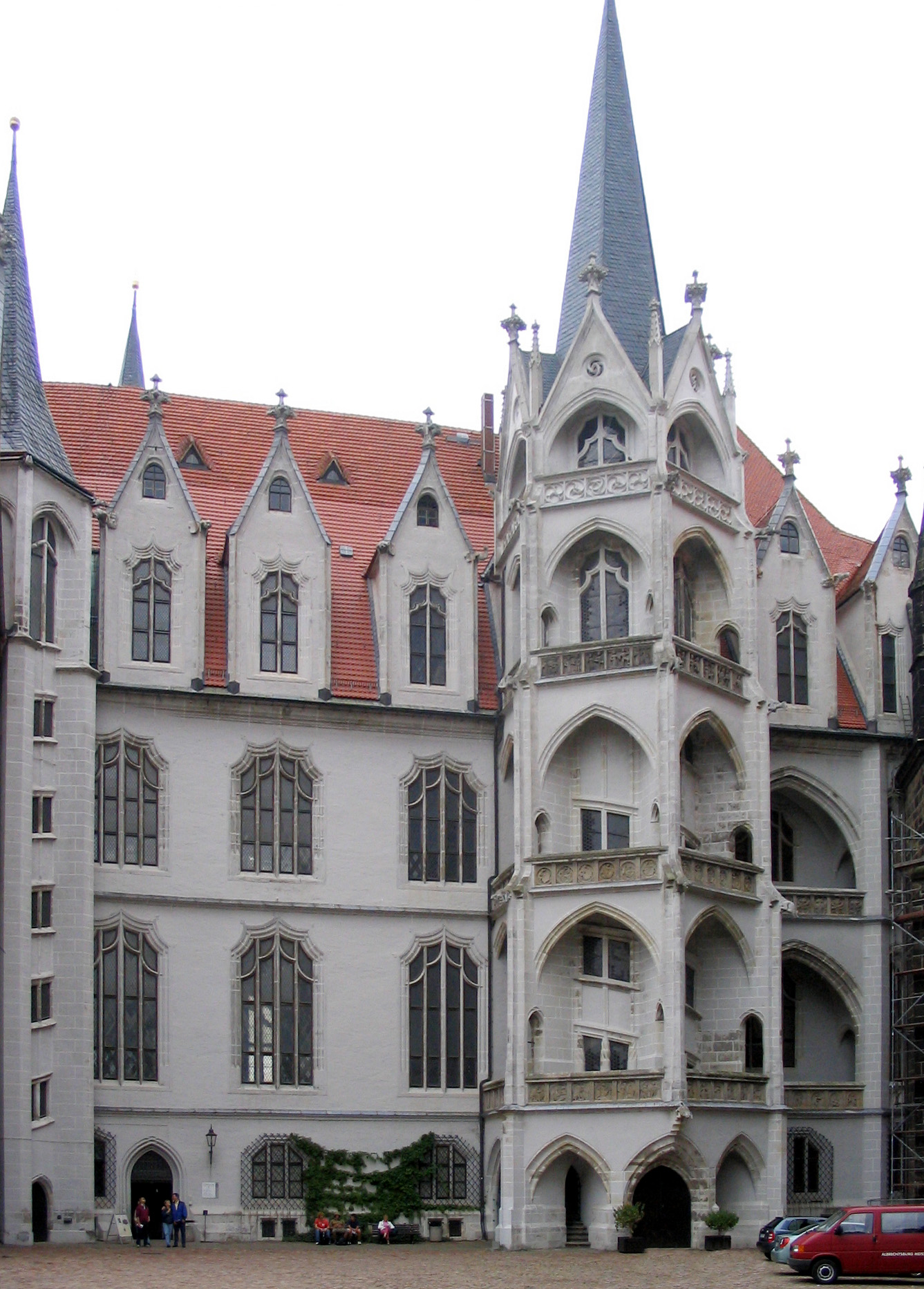
Arnold Westfálský – zámek Albrechtsburg v Míšni

Ve Švábském Gmündu působili otec Jindřich IV. Parléř a jeho velmi mladý, ale už velmi schopný syn Petr. Mimořádným a zřejmě společným dílem je Gmündský kostel svatého Kříže. Dalším norimberský kostel Panny Marie.
Nejdůležitější stavby ovšem realizoval Petr Parléř v Čechách. Je jimi především katedrála svatého Víta, v níž mladý stavitel předvedl asi nejvíce své neobyčejné invence. Parléř na jedné straně zcela integrálně pokračuje ve směru určeném francouzskou rayonantní gotikou, přitom ji však nesmírně inovativně domýšlí, obohacuje a v konečném důsledku vlastně také porušuje a destruuje. Takový charakter mají všechny jeho zásahy na pražské katedrále. Průběžná síťová žebrová klenba, zcela originální, dynamizující způsob formování triforia, způsobem zaklenutí sakristie pomocí klenby osazené visutými svorníky či utvářením a zaklenutím klenby kaple svatého Václava. Podobným paradoxním dojmem působí však také takřka neuvěřitelný způsob, kterým Parléř vyřešil jižní portál katedrály. Zmínit je nutné i bohatě dekorovaný opěrný systém, který je mj. zdoben panelací se slepými kružbami a fiály, které jakoby „prorážejí“ konstrukci vlastních opěráků.
Dalšími významnými stavbami jsou kostel svatého Bartoloměje v Kolíně, Staroměstská mostecká věž v Praze či žel požárem prakticky zničená a přestavěná Kaple všech svatých na Pražském hradě, která se zřejmě výrazně podobala pařížské Sainte-Chapelle.
Na katedrále snad působili i Parléřovi synové. Předpokládá se, že se podíleli i na některých stavbách v Ulmu (münster) či Bamberku.
Po vypuknutí husitských válek se žáci Petra Parléře z Prahy přesunuli do Vídně, kde se výrazně podíleli na dostavbě katedrály svatého Štěpána.

### Středoevropské stavby pozdní gotiky
V době, kdy v Itálii už dávno probíhala renesance měla architektura za Alpami stále ještě v podstatě gotickou podobu, byť někdy s izolovaně použitými prvky renesančními.
Velice zajímavou podobu má pozdněgotická cihlová architektura v Německu (především severním). Zde postupně došlo k tak výrazné minimalizaci tvarosloví, že se téměř podobají některým puristickým stavbám z počátku 20. století. To je nejmarkantněji případ kostela Panny Marie v Stralsundu, ovšem velmi minimalistický je i cihlový mariánský kostel v Mnichově od Jörga von Halspach.
Jiné cihlové stavby naopak používají větší množství dekoru a nakládají s ním velmi neortodoxně. Někdy tyto stavby dokonce připomenou secesní cihlovou architekturu. Totéž se však děje i v kameni. Stačí zmínit kroucené sloupy severní boční lodi katedrály v Braunschweigu či neuvěřitelné dvojité šnekové schodiště na hradě ve Štýrském Hradci z doky kolem roku 1500, které takřka připomene například tvorbu Antoni Gaudího.
Z tvorby mnoha velmi zajímavých stavitelů zmiňme ještě dva: prvním je Arnold von Westfalen, jehož zámek v Míšni tzv. Albrechtsburg (po roce. 1470) dodnes udivuje tím, kolika nejrůznějších variací je schopno gotické tvarosloví. Kamenné prvky jsou stáčeny a křiveny, místnosti jsou zaklenuty ohromnými bezžebernými sklípkovými klenbami, kamenné pruty ostění se vzájemně kříží a přesekávají, vrchní část oken je formována do zvláštního „záclonového“ tvaru.
V podobném duchu se nese i tvorba Benedikta Rieda, jihoněmeckého architekta působícího v Čechách. Jeho nejvýznamnější realizací je tzv. Vladislavský sál (1495–1515) s jezdeckými schody a také s přilehlým Ludvíkovým křídlem na Pražském Hradě. Základem Riedovy tvorby jsou síťové klenby zaklenuté pomocí stáčených žeber. Dalšími například palác na hradě v Blatné či dostavba chrámu svaté Barbory v Kutné Hoře.

## Významné gotické stavby vČesku
- Katedrála svatého Víta v Praze (pol. 14. stol. – 1929) – Čechy
- Katedrála svaté Barbory v Kutné Hoře (konec 14. stol.) – Čechy
- Kostel svatého Bartoloměje v Kolíně (konec 13. stol. – 14. stol.; Parléřův vysoký chór katedrálního charakteru s ochozem a věncem kaplí)
- Katedrála svatého Bartoloměje v Plzni (konec 14. stol.) – Čechy
- Hrad Bezděz (1265–1278) – Čechy
- Hrad Bítov (13., přestavěn zač. 14. stol.) – Morava
- Staroměstská mostecká věž v Praze (1380) – Čechy
- Klášter Porta coeli v Předklášteří u Tišnova (asi 1230 nebo 1233) – Morava
- Kostel svatého Jakuba Staršího v Brně
- Bazilika Nanebevzetí Panny Marie v Brně
- Kostel svatého Mořice v Olomouci
- Kostel Nanebevzetí Panny Marie v Mostě
- Kostel svatého Mikuláše v Lounech